# Grönloh (Badbergen)
Grönloh ist ein Ortsteil der Gemeinde Badbergen im Norden des niedersächsischen Landkreises Osnabrück. Bis zum 30. Juni 1972 war Grönloh eine selbstständige Gemeinde.

## Lage

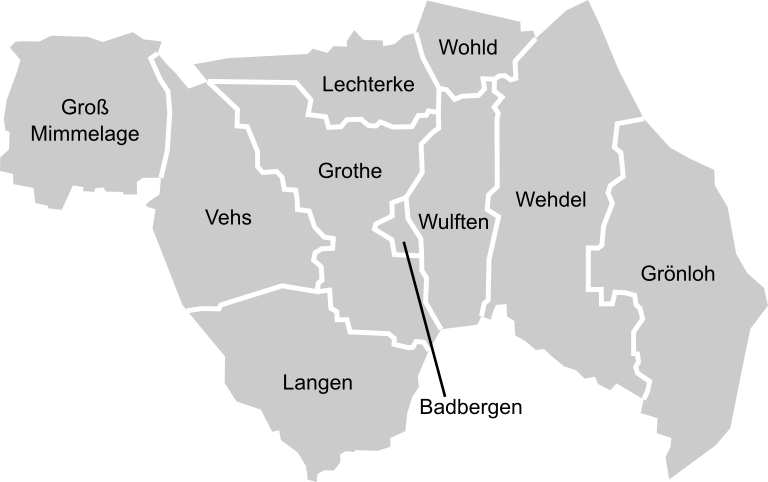
Ortsteile Badbergen

Der Ort liegt im Osten der Gemeinde östlich des Kernortes Badbergen an der Landesstraße L 75, an der Kreisstraße K 153 und an der B 214. Westlich des Ortes fließt der Diekbach.

## Baudenkmale
In der Liste der Baudenkmale in Grönloh sind elf Höfe, acht Einzeldenkmale, ein ehemaliger Hof und neun ehemalige Baudenkmale aufgeführt.